# Mitsuharu Misawa
Mitsuharu Misawa (三沢 光晴?, Misawa Mitsuharu; Yūbari, 18 giugno 1962 – Hiroshima, 13 giugno 2009) è stato un wrestler e lottatore giapponese.
Ha raggiunto la notorietà interpretando la gimmick di Tiger Mask II nella All Japan Pro Wrestling (AJPW), e in seguito combattendo con il suo vero nome. Ha il record del maggior numero di match a 5 stelle.
Era proprietario della Pro Wrestling NOAH, federazione nella quale ha combattuto sino alla morte, ed ha fatto parte del consiglio direttivo della Global Professional Wrestling Alliance. La stampa specializzata lo considera uno dei migliori wrestler di tutti i tempi.

## Carriera
Da giovane, Misawa fu un ottimo lottatore; si piazzò quinto nei campionati mondiali di lotta libera nella categoria "junior" nel 1980.
Misawa fu allenato per il pro wrestling da Dick "The Destroyer" Beyer, Giant Baba e Dory Funk Jr. e debuttò ufficialmente il 21 agosto 1981 nella All Japan Pro Wrestling.
Ben presto a Misawa fu offerta la possibilità di ereditare la gimmick di Tiger Mask che fu di Satoru Sayama, assumendo l'identità di Tiger Mask II. Il 17 maggio 1990, durante un tag team match contro Yoshiaki Yatsu e Hiromichi Fuyuki, Misawa disse al suo partner e futuro rivale Toshiaki Kawada di smascherarlo, rivelando il suo vero volto.
L'8 giugno Misawa sconfisse Jumbo Tsuruta nel suo primo main event al Budokan. Il match è indicato come punto di svolta nella storia della AJPW, con Misawa che entra stabilmente nel main event. Misawa ebbe la sua prima chance per l'AJPW Triple Crown Heavyweight Championship nel mese di luglio, perdendo contro Stan Hansen in un match col titolo in palio poiché reso vacante da Terry Gordy per infortunio. Dopo aver perso contro Tsuruta un rematch il 1º settembre, cominciò a lottare regolarmente assieme a Toshiaki Kawada; il duo si piazzò terzo nella Real World Tag League, battendo il tag team composto da Tsuruta e Akira Taue. Misawa combatté di nuovo per la Triple Crown ad aprile, ma fu sconfitto nuovamente da Tsuruta. Continuò la sua cavalcata lungo tutto il 1991, schienando Terry Gordy nei mesi di giugno e luglio, in quest'ultimo caso conquistando l'AJPW World Tag Team Championship combattendo per sé stesso e per il suo partner Kawada. La prima difesa del titolo vide il duo vincere contro Tsuruta e Taue il 30 settembre; il match fu vinto grazie alla sottomissione di Tsuruta a Misawa.
Misawa dominò la AJPW per tutti gli anni novanta, vincendo più volte la Triple Crown e l'AJPW World Tag Team Championship. I suoi feud con Jumbo Tsuruta, Toshiaki Kawada e Kenta Kobashi sono parte della storia del puroresu e molti dei loro match sono diventati dei veri e propri classici. Tra i suoi tag team partner nel corso del decennio vi furono Kenta Kobashi e Jun Akiyama.
In seguito alla morte dell'head booker della AJPW Giant Baba ed a causa di disaccordi con la sua vedova Motoko Baba, Misawa lasciò la federazione nel 2000. Si portò dietro tutto il roster della All Japan, ad eccezione di Kawada e di Masanobu Fuchi, e creò la Pro Wrestling NOAH.
Nel 2004, Misawa ed il suo tag team partner Yoshinari Ogawa riconquistarono il GHC Tag Team Championship togliendolo al duo della New Japan Pro-Wrestling Yūji Nagata e Hiroshi Tanahashi.
Il 10 dicembre del 2006 sconfisse Naomichi Marufuji conquistando il suo terzo GHC Heavyweight Championship.
Misawa continuò a lottare regolarmente, spesso in tag team match, fino al 13 giugno 2009.

## Morte
Il 13 giugno 2009 Misawa lottò in coppia con Go Shiozaki ed affrontò Bison Smith e Akitoshi Saito per il GHC Tag Team Title presso la Hiroshima Green Arena. L'incontro doveva durare 37 minuti come da copione ma, a circa dieci minuti dalla fine, Saito eseguì una belly to back suplex su Misawa, che batté la testa e smise di respirare. L'arbitro Shuichi Nishinaga fermò il match. Misawa venne soccorso immediatamente ma fu dichiarato morto alle 22:10, ora locale, all'età di 46 anni. Sebbene la famiglia di Misawa avesse richiesto, come prevede la legge giapponese, che la causa ufficiale della morte non venisse resa nota pubblicamente dalla polizia, si diffuse la notizia che il wrestler era deceduto a causa di un infortunio, la cui diagnosi era la "resezione del midollo cervicale".

## Personaggio
Mosse finali
- Emerald Flowsion (Sitout side powerslam)
- Super Emerald Flowsion /Emerald Flowsion Kai (Sitout vertical suplex side powerslam)
- Avalanche Emerald Flowsion (Second rope sitout side powerslam)
- Roaring Elbow ( Discus elbow smash )
- Tiger Driver (Sitout double underhook powerbomb)
- Tiger Driver '91 (Kneeling head spike double underhook powerbomb)

## Titoli e riconoscimenti
All Japan Pro Wrestling
- All Asia Tag Team Championship (2 - 1 con Kenta Kobashi - 1 con Yoshinari Ogawa)
- AJPW Triple Crown Heavyweight Championship (5)
- World Tag Team Championship (6 - 2 con Toshiaki Kawada - 2 con Kenta Kobashi- 1 con Jun Akiyama - 1 con Yoshinari Ogawa)
- PWF Tag Team Championship (1 - con Jumbo Tsuruta)
- Champion's Carnival (1995, 1998)
- World's Strongest Tag Team League - con Toshiaki Kawada (1992)
- World's Strongest Tag Team League - con Kenta Kobashi (1993, 1994, 1995)

National Wrestling Alliance
- NWA International Junior Heavyweight Championship (1)

Pro Wrestling Illustrated
- 187º nella lista dei 500 migliori wrestler singoli nella PWI 500 (1991)
- 2º nella lista dei 500 migliori wrestler singoli nella PWI 500 (1997)
- 37º nella lista dei 500 migliori wrestler singoli nella "PWI Years" (2003) - nei panni di Tiger Mask II

Pro Wrestling Noah
- GHC Heavyweight Championship (3)
- GHC Tag Team Championship (2) – con Yoshinari Ogawa
- Global Tag League – con Go Shiozaki ( 2009 )